# هيرويوكي ساكاي
هيرويوكي ساكاي (باليابانية: 坂井宏行؛ بالكانا: さかい ひろゆき) هو طاهي ياباني، ولد في 2 أبريل 1942 في كوريا في ممالك كوريا الثلاث.

## وصلات خارجية
- هيرويوكي ساكاي على موقع IMDb (الإنجليزية)
- هيرويوكي ساكاي على موقع إن إن دي بي (الإنجليزية)